# 青原行思
青原行思（せいげん ぎょうし、生年不詳 - 開元28年12月13日（741年1月4日））は、中国の唐代の禅僧。諡は弘済禅師。俗姓は劉。吉州安復県（『宋高僧伝』では廬陵）の出身。
一説には生誕年を673年としているが、定かではない。

## 生涯
子供の頃に寺に入り、暫く修行した後に曹渓（広東省韶関市曲江区）の慧能を尋ねて師事した。
その後、故郷に帰って青原山に浄居寺（江西省吉安市青原区）を開いて布教した。
『宋高僧伝』では、大師号を、弘済大師としている。髪塔は帰真塔といい、会昌の廃仏時に廃毀されたが、後に法嗣の者が重建したとする。
後に弟弟子に当たる石頭希遷が慧能の死後に、第一座の勧めで来訪して弟子となり、その法を発展させ、その弟子筋からは、曹洞宗、雲門宗、法眼宗の三派が発し、臨済宗、潙仰宗を派出した同じ慧能門下の南嶽懐譲と共に、後世、禅の二大祖師として並び称されるようになった。

## 思想
青原の仏法は、師の慧能の頓悟禅を受け継ぎつつも、相手が納得するまで論じる丁寧さを持ち合わせ、比喩を用いて教えるなど、後世の禅宗三派の思想の発端が見られる。

## 伝記
- 『宋高僧伝』巻9「義福伝」・附伝
- 『景徳伝灯録』巻5「吉州青原山行思禅師」
- 『祖堂集』巻3